# Давид Каждан
Давид Каждан (20 червня 1946 , Москва )(івр. דוד קשדן), рос. Дми́трий Александро́вич Кажда́н) — ізраїльський, в минулому радянський і американський математик.

## Біографія
Народився в сім'ї Олександра Каждана у Москві. В 1961 році, учнем 7 класу школи № 125, завоював другу премію на Всесоюзній математичній олімпіаді серед 10-х класів. У тому ж році опублікував у Доповідях АН СРСР свою першу наукову статтю.
Закінчив МГУ (1967) і працював там же. Достроково закінчив аспірантуру і захистив кандидатську дисертацію під орудою Олександра Кирилова в 1969 році.
Емігрував з СРСР в 1974 році, був професором у Гарвардському університеті, жив у Бостоні. В еміграції змінив своє ім'я на прийняте в сім'ї Давид. В 2002 році емігрував до Ізраїлю.
Продовжує роботу в Єврейському університеті в Єрусалимі, є професором цього університету і професором-емеритом Гарварда.

## Нагороди та визнання
- 1990: Стипендія Мак-Артура
- 1990: член Національної академії наук США
- 2006: член Ізраїльської академії природничих і гуманітарних наук
- 2008: член Американської академії мистецтв і наук
- 2010: Ротшильдовська премія
- 2012: Премія Ізраїлю
- 2012: пленарна доповідь на Європейському математичному конгресі.
- 2016: Премія EMET[en]
- 2020: Премія Шао (разом з Олександром Бейлінсоном)..[1]

## Доробок
- mit Israel Gelfand: Representations of the group GL(n, K) where K is a local field. Lie groups and their representations (Proc. Summer School, Bolyai János Math. Soc., Budapest, 1971), pp. 95–118. Halsted, New York, 1975.
- mit George Lusztig: Representations of Coxeter groups and Hecke algebras. Invent. Math. 53 (1979), no. 2, 165—184.
- mit Victor Guillemin: Some inverse spectral results for negatively curved 2-manifolds. Topology 19 (1980), no. 3, 301—312.
- mit George Lusztig: Schubert varieties and Poincaré duality. Geometry of the Laplace operator (Proc. Sympos. Pure Math., Univ. Hawaii, Honolulu, Hawaii, 1979), pp. 185—203, Proc. Sympos. Pure Math., XXXVI, Amer. Math. Soc., Providence, R.I., 1980.
- mit Samuel Patterson: Metaplectic forms. Inst. Hautes Études Sci. Publ. Math. No. 59 (1984), 35–142.
- mit Pierre Deligne, Marie-France Vignéras:  Représentations des algèbres centrales simples p -adiques. Representations of reductive groups over a local field, 33–117, Travaux en Cours, Hermann, Paris, 1984.
- mit George Lusztig: Equivariant K -theory and representations of Hecke algebras. II. Invent. Math. 80 (1985), no. 2, 209—231.
- mit Yuval Flicker: Metaplectic correspondence. Inst. Hautes Études Sci. Publ. Math. No. 64 (1986), 53–110.
- mit George Lusztig: Proof of the Deligne-Langlands conjecture for Hecke algebras. Invent. Math. 87 (1987), no. 1, 153—215.
- mit Yuval Flicker: On the symmetric square: unstable local transfer. Invent. Math. 91 (1988), no. 3, 493—504.
- mit George Lusztig: Fixed point varieties on affine flag manifolds. Israel J. Math. 62 (1988), no. 2, 129—168.
- mit George Lusztig: Tensor structures arising from affine Lie algebras. I, II. J. Amer. Math. Soc. 6 (1993), no. 4, 905—947, 949—1011. III, IV. ibid. 7 (1994), no. 2, 335—381, 383—453.
- mit Pavel Etingof: Quantization of Lie bialgebras. I. Selecta Math. (N.S.) 2 (1996), no. 1, 1–41. II, III. ibid. 4 (1998), no. 2, 213—231, 233—269. IV. The coinvariant construction and the quantum KZ equations. ibid. 6 (2000), no. 1, 79–104. V. Quantum vertex operator algebras. ibid. 6 (2000), no. 1, 105—130.
- mit Alexander Braverman: The spherical Hecke algebra for affine Kac-Moody groups I. Ann. of Math. (2) 174 (2011), no. 3, 1603—1642.